# Crawford (Texas)
|  | Dieser Artikel wurde aufgrund von inhaltlichen Mängeln auf der Qualitätssicherungsseite des Projektes USA eingetragen. Hilf mit, die Qualität dieses Artikels auf ein akzeptables Niveau zu bringen, und beteilige dich an der Diskussion! Eine nähere Beschreibung der zu behebenden Mängel fehlt. |

Crawford ist eine Stadt im McLennan County im US-Bundesstaat Texas. Sie liegt ca. 30 Meilen westlich der Stadt Waco. Crawford wurde am 12. August 1897 gegründet. Das U.S. Census Bureau hat bei der Volkszählung 2020 eine Einwohnerzahl von 887 ermittelt.
Die Besiedlung der Gegend begann in den 1850er Jahren, und es bildete sich ein Dorfkern, der Tonk Crossing bzw. Crawford Crossing genannt wurde, an einer Furt durch den Bosque River, etwa zwei Meilen östlich der heutigen Ansiedlung. 1867 wurde der Saloon des Ortes zu einer Postkutschenstation der Brownwood Stage Line, 1871 bekam Crawford ein eigenes Postamt. Als 1881 die Gulf, Colorado and Santa Fe Railway die Strecke von Temple nach Fort Worth zwei Meilen westlich an der Stadt vorbei baute, verlagerte sich der Ortskern an die Eisenbahnlinie. 1890 hatte der Ort circa 400 Einwohner, die hauptsächlich von Baumwoll-, Mais und Weizenanbau lebten.
Die Stadt ist vor allem bekannt für die Prairie Chapel Ranch, die George W. Bush gehört und auf der er während seiner Präsidentschaft seine Ferien verbrachte und auch Staatsgäste empfing.

## Bildergalerie

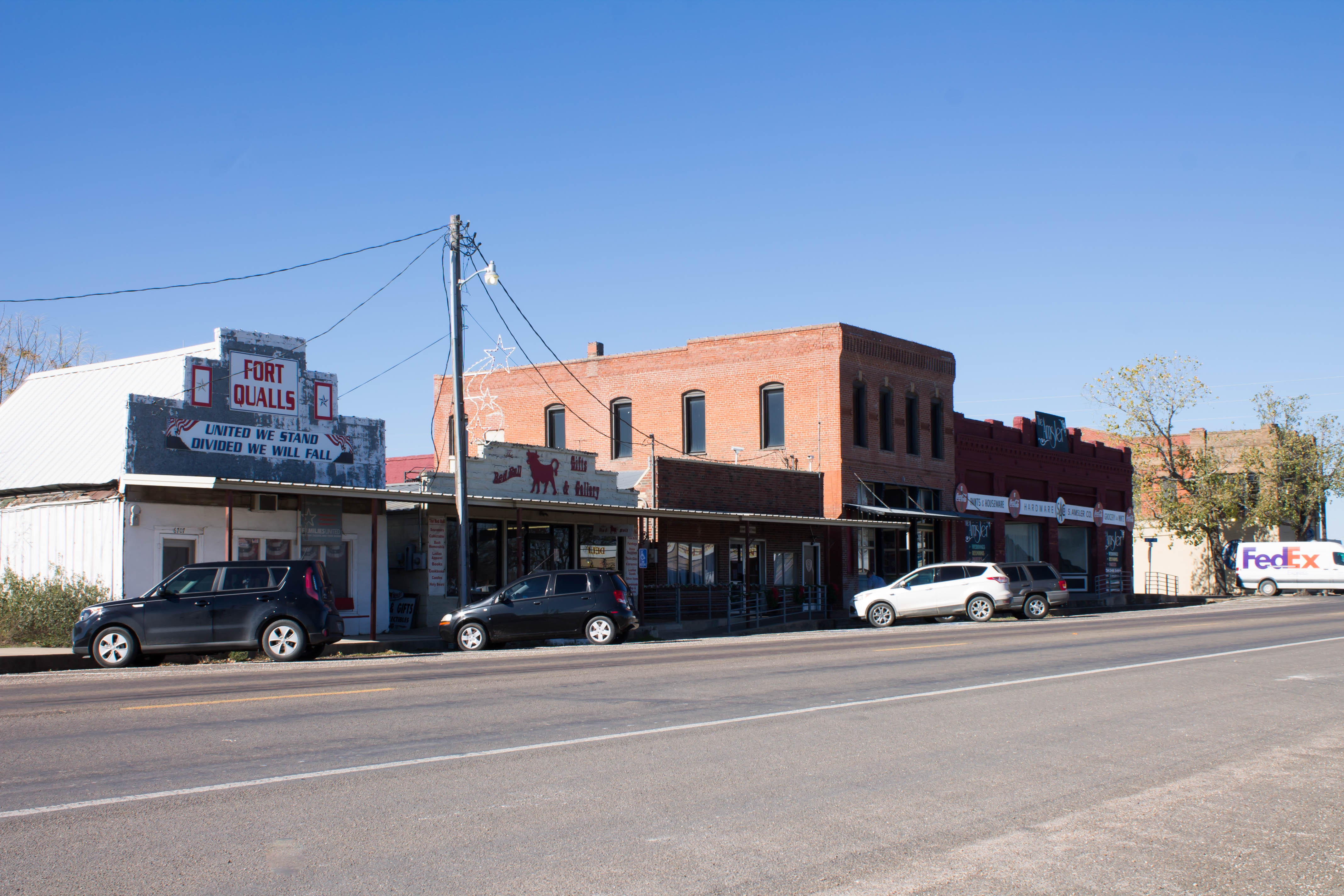
Crawford (2015)
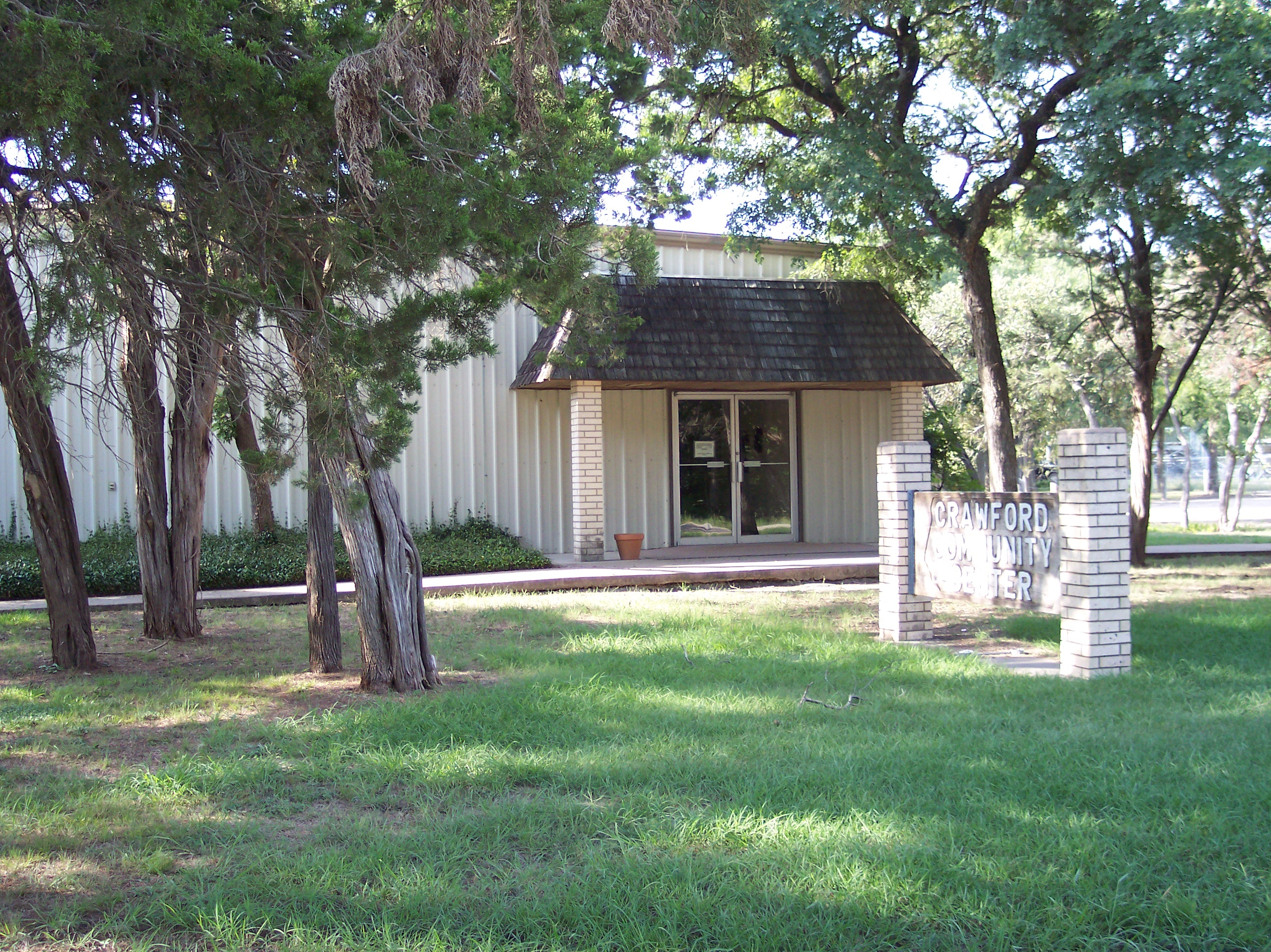
Crawford Community Center (2010)
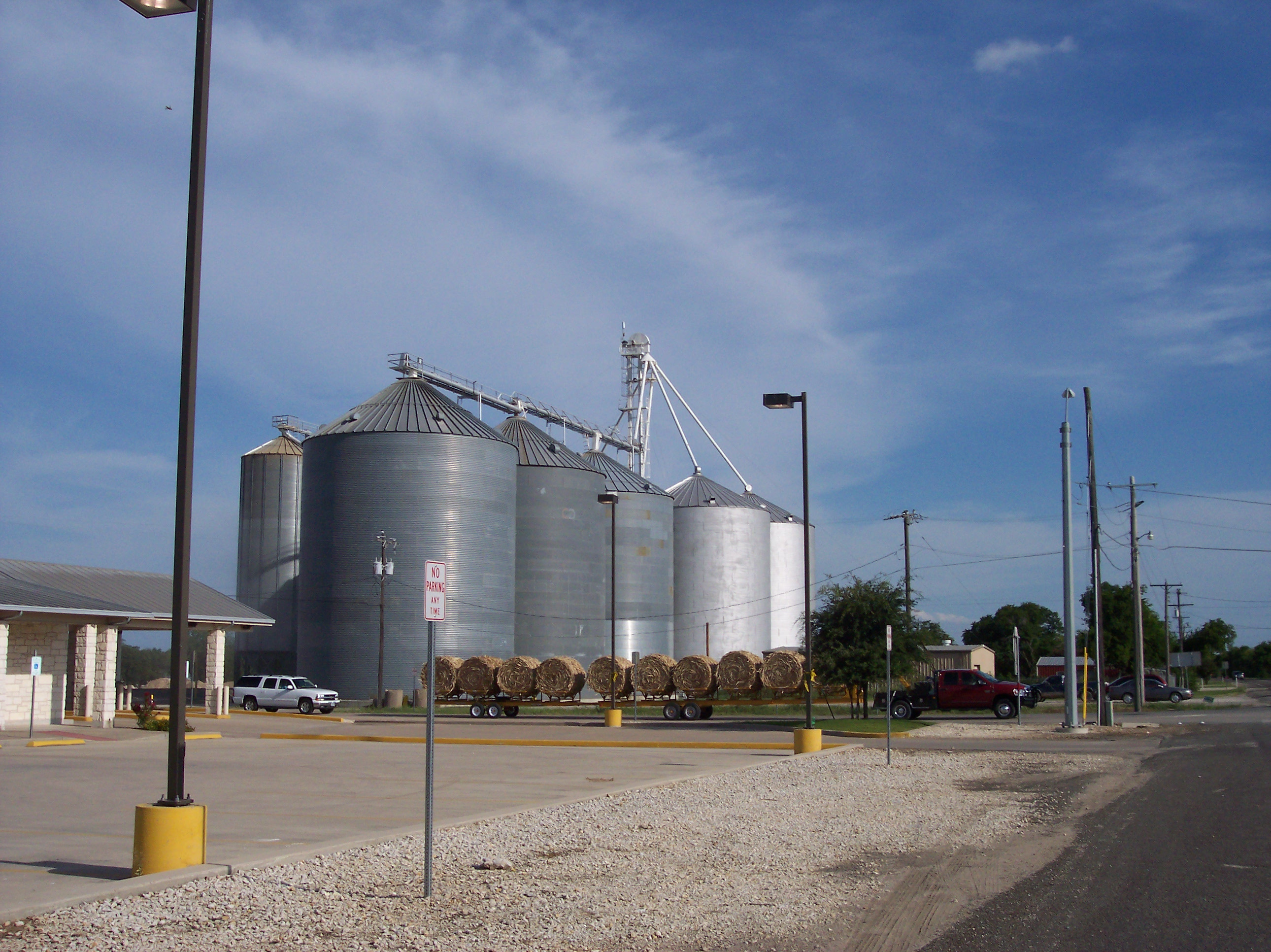
Getreidesilos